# 猪儿粑

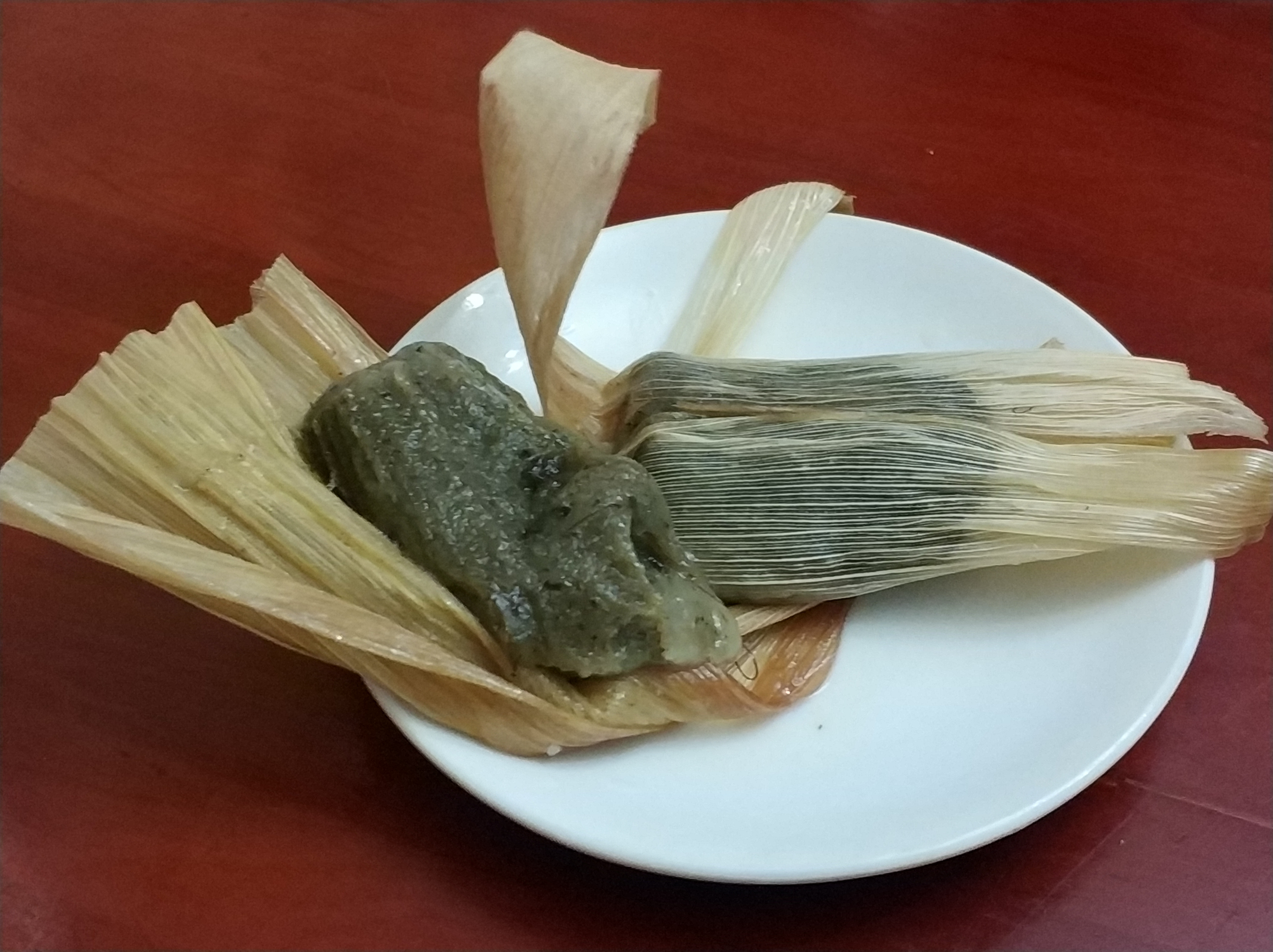
新都叶儿粑

猪儿粑是源自流行于川西、川南及贵州遵义、雲南昭通的小吃，分为咸馅、甜馅两种口味。猪儿粑外皮用八成上熟糯米加二成稻米制成，咸馅以猪肉、冬笋、葱、味精、鹽等为原料，甜馅以白糖、油、桔红、桂花糖或玫瑰糖、芝麻酱等为原料。猪儿粑因外形洁白、泛光，形似小猪，故得名。
猪儿粑在四川某些地区也叫做葉儿粑、鸭儿粑。在宜賓、瀘州、自貢等地，豬兒粑會墊上芭蕉葉，防止粘在蒸鍋上，以及增加清香味；在樂山、崇州等地，通常用芭蕉葉包裹住，因此多叫做“葉兒粑”。